# Simone Pafundi
Simone Pafundi (* 14. März 2006 in Monfalcone) ist ein italienischer Fußballspieler, der als offensiver Mittelfeldspieler fungiert. Pafundi steht bei Udinese Calcio in der italienischen Serie A unter Vertrag.
Er wird von Experten als einer der vielversprechendsten Spieler seiner Generation angesehen.

## Karriere

### Verein
Der in Monfalcone geborene Pafundi gab am 22. Mai 2022 am 38. Spieltag der Saison 2021/22 sein Serie-A-Debüt beim 4:0-Auswärtssieg seines Klubs Udinese Calcio bei der US Salernitana. Er wurde von Trainer Gabriele Cioffi in der 68. Spielminute für Roberto Pereyra eingewechselt und wurde damit der erste im Jahr 2006 geborene Fußballspieler, der ein Spiel in Italiens höchster Spielklasse bestritt.
Im Januar 2024 schloss er sich leihweise dem FC Lausanne-Sport in der schweizerischen Super League (Schweiz) an.
Ein Jahr später kehrte er zurück in die italienische Serie A.

### Nationalmannschaft
Pafundi wurde von Nationaltrainer Roberto Mancini im Mai 2022 zu einem Lehrgang der italienischen A-Nationalmannschaft berufen. Am 16. November 2022 gab er sein Debüt für die A-Nationalmannschaft gegen Albanien. Auch im März 2023 stand Pafundi im Kader der Squadra Azzurra, jedoch ohne weiteren Einsatz. Seither wurde er nicht mehr berücksichtigt.